# Онджаки
Онджаки, собственно Ндалу ди Алмейда  (порт. Ondjaki, Ndalu de Almeida, 5 июля 1977, Луанда) – ангольский  писатель.

## Биография
Закончил лиценциатуру по социологии в Лиссабоне, защитил диплом по творчеству Луандину Виейры. Дебютировал книгой стихов Кровопролитное действо в 2000, на следующий год появилась книга его автобиографической прозы Добрый день, друзья. Автор нескольких книг для детей. Финалист и лауреат ряда ангольских, португальских и бразильских премий за «взрослую» и «детскую» литературу. Книги переведены на многие языки, включая китайский.
В настоящее время живет в Рио-де-Жанейро.

## Произведения

### Стихи
- Actu Sanguíneu (2000)
- Há Prendisajens com o Xão (2002)
- Materiais para confecção de um espanador de tristezas (2009)
- dentro de mim faz Sul, seguido de Acto sanguíneo (2010)

### Новеллы
- Momentos de Aqui (2001)
- E se Amanhã o Medo (2005)
- Люди с моей улицы/ Os da minha rua (2007, финалист премии Гринцане Кавур, Большая премия Каштелу Бранку за новеллистику)

### Романы и повести
- Bom Dia Camaradas (2001)
- O Assobiador (2002)
- Quantas Madrugadas Tem A Noite (2004)
- AvóDezanove e o segredo do soviético (2008, премия Жабути, короткий список Литературной премии г. Сан-Паулу)
- Os Transparentes (2012)

### Театр
- Os vivos, o morto e o peixe-frito  (2009)